# Choi Dae-shik
Pour les articles homonymes, voir Choi.
Dans ce nom coréen, le nom de famille, Choi, précède le nom personnel.
Choi Dae-shik (en coréen : 최대식) est un footballeur sud-coréen né le 10 janvier 1965 et mort le 27 mars 2024. Il joue en tant  que milieu de terrain.